# Karl Barth
Karl Barth (Basilea, 10 maggio 1886 – Basilea, 10 dicembre 1968) è stato un teologo e pastore protestante svizzero.

## La teologia
Barth ha fatto irruzione sulla scena teologica e filosofica europea all'inizio degli anni venti del Novecento con la sua opera più letta e commentata: L'epistola ai Romani (Römerbrief). Questo testo ha dato inizio a un movimento teologico denominato "teologia dialettica" contrapposto alla "teologia liberale" di matrice storicista e romantica. Compito della teologia è riaffermare, secondo Barth, la relazione "dialettica", paradossale, inconcepibile, di "rottura" tra Dio e il mondo (l'uomo, la cultura, la storia) contrariamente a quanto affermato dai teologi liberali (Harnack, Troeltsch) che asserivano invece una continuità tra Dio e l'uomo, considerando la fede come un elemento dell'interiorità psicologica dell'uomo e la teologia come l'analisi storico-critica della Scrittura.
Dopo la fase polemica iniziale, Barth si assesta su posizioni più morbide. Senza smentire mai l'originaria affermazione della trascendenza di Dio, che nei termini di Rudolf Otto è «totalmente Altro» (der ganz Andere) rispetto all'uomo e al mondo, Barth afferma la predominanza dell'aspetto della relazione e dell'incontro tra uomo e Dio nell'evento di Gesù Cristo. Testo fondamentale di questa fase è la monumentale Dogmatica Ecclesiale (Kirchliche Dogmatik) in 13 tomi che ha impegnato l'autore dal 1932 alla morte (1968).
Nel pensiero di Barth si possono individuare quattro momenti cruciali di sviluppo:
- la formazione alla scuola della teologia liberale fino alla rottura con essa
- il Römerbrief, cioè la "fase dialettica"
- la fase di passaggio del Fides quaerens intellectum
- la fase dogmatica matura della Kirchliche Dogmatik.

### La formazione, fonti e influenze
Karl Barth studia presso varie università svizzere e tedesche acquisendo una formazione in linea con le tendenze dominanti nel mondo protestante di inizio Novecento. Suoi maestri sono i teologi liberali Herrmann e Harnack, sue letture preferite Schleiermacher e Kant. In linea con questa corrente teologica Barth matura interesse per l'indagine storico-critica, l'interpretazione della fede come "sentimento interiore", la riduzione del cristianesimo a messaggio morale di cui Cristo sarebbe stato il più esemplare portatore.
Nel tempo varie influenze si sovrappongono a questa base e portano Barth a maturare una sensibilità molto diversa. L'attività pastorale, iniziata nel 1909, il contatto con la questione operaia, la povertà materiale e culturale dei suoi parrocchiani, la difficoltà a trasmettere e insegnare il Regno di Dio maturano in lui la convinzione della abissale distanza tra la teologia liberale, che aveva imparato all'Università, e la condizione esistenziale concreta della chiesa. Il Regno di Dio diventa una realtà "indicibile", problematica, trascendente e che se agisce, agisce al di fuori delle capacità umane e delle istituzioni storiche.
Lo scoppio della prima guerra mondiale, nel 1914, porta Barth a prendere le distanze dai suoi maestri tedeschi che avevano dichiarato il loro sostegno alla guerra. Egli vive così il "tramonto degli dei", è portato a valutare criticamente i suoi maestri e le sue convinzioni.
L'incontro con i Blumhardt, due pastori carismatici, padre e figlio, che si fanno portatori di un messaggio carico di speranza (presso di loro avvenivano pellegrinaggi e malati mentali guarivano) alimenta in Barth l'idea di un Dio liberatore e rinnovante, che libera, salva, e dà speranza al mondo con il suo intervento miracoloso e di grazia. La lettura di Platone, attraverso il fratello Heinrich, lo porta a evidenziare il concetto di un'«origine» trascendente, di un piano ideale, «altro» e trascendente rispetto al mondo limitato e carico di problematicità e non-senso. Il teologo Overbeck e l'influsso illuminista di cui egli è debitore introducono in Barth la concezione di un cristianesimo in totale contraddizione rispetto al mondo e alla cultura. Il messaggio cristiano e Gesù Cristo possono essere compresi solo al di fuori degli schemi storici come fatti appartenenti alla Urgeschichte (protostoria o storia originaria). La scoperta di Dostoevskij si traduce in una lettura del mondo e dell'esistenza come di una realtà problematica, stratificata, piena di contraddizioni. La chiesa stessa viene vista come una istituzione umana, limitata e al tempo stesso prometeica in quanto intende sostituirsi a Dio.
Un ulteriore influsso fu quello della musica del compositore Mozart, che Barth considerava una "scala" verso Dio.
Infine un influsso non determinante, ma chiarificatore, è quello di Kierkegaard: grazie al filosofo danese, Barth mette ordine nel "materiale mentale" raccolto attraverso tutti questi stimoli, e trova la formula dell'«infinita differenza qualitativa tra il tempo e l'eternità» che sta alla base di tutta la sua speculazione in particolare negli anni venti, ma anche dopo. In questa prospettiva la fede è un dono di grazia, un incontro indeducibile tra uomo e Dio, un salto abissale che non si può spiegare con le categorie filosofiche e che si situa al di fuori del tempo e della storia. Gli influssi di Dostoevskij e Kierkegaard avvicinano Barth ai temi e alla sensibilità dell'esistenzialismo, pur senza identificarlo con questo movimento, in quanto per Barth la centralità sta in Dio e non nell'uomo e nella sua esistenza.
Le critiche di Blaise Pascal al Dio di Cartesio, di Kierkegaard a Hegel e la morte di Dio di Nietzsche convinsero Barth della radicale lontananza del Dio dei filosofi da quello dei cristiani.

### IlRömerbrief(RB) e la fase dialettica
Risultato maturo del travaglio e dell'evoluzione giovanile di Barth è il Römerbrief del 1922 (una prima edizione, poi totalmente rifatta, era uscita nel 1919). Esso è il manifesto della cosiddetta "teologia dialettica". Il termine "dialettica" sta ad indicare la tendenza di fondo di questa teologia per cui: 
- Dio e l'uomo si trovano in un rapporto statico-dualistico irriducibile, secondo una dialettica di matrice kierkegaardiana, tra i due termini non c'è sintesi, ma solo contrasto e differenza;
- in virtù di questo, Dio stesso si manifesta all'uomo in termini dialettici, contraddittori, paradossali, di Lui quindi non si può parlare mai in termini lineari, logici e definitivi;
- di conseguenza l'esistenza stessa dell'uomo, la storia, il mondo sono immersi nella paradossalità, nella problematicità, nel non-senso in un circolo chiuso che umanamente non si può rompere.

Alla base del Römerbrief stanno due affermazioni su Dio "dialettiche" che attraversano tutto il testo e che non trovano mai una conciliazione suprema:
1. Dio è "totalmente Altro" rispetto all'uomo, al mondo, alla storia, al tempo. Tra Dio e mondo vi è una irriducibile e infinita "differenza qualitativa". L'uomo è perciò immerso "a priori" in un circolo chiuso di peccato e problematicità che lo porta a porsi continue domande senza trovare risposte definitive. L'uomo è posto in una crisi insolubile di cui è consapevole, ma che non riesce a superare. Questa crisi apre uno spazio: dall'esistenza emerge un interrogativo su una "origine" al di là del mondo e della storia in cui possano superarsi tutte le contraddizioni, ma tale origine non è mai umanamente possedibile e raggiungibile. Da questa considerazione di fondo seguono alcune conseguenze:
  - L'uomo è peccatore e luogo privilegiato della domanda su Dio (ma non trova risposta).
  - Le conoscenze umane sono tutte relative, fallaci e deboli, la teologia non può fare affermazioni "forti" su Dio, la fede è un salto indeducibile, uno spazio vuoto lasciato all'iniziativa di grazia divina.
  - L'etica non può fondarsi sull'uomo, ma deve essere testimonianza del fallimento dell'uomo nella dimensione del "sacrificio". La politica deve fuggire dagli estremismi di rivoluzione e conservazione, perché entrambi finiscono con lo sfidare Dio e la sua salvezza.
  - La religione corre costantemente il rischio del titanismo, di volere cioè raggiungere Dio.
  - La chiesa si rivela spesso come il tentativo storico di "umanizzare Dio".
2. Dio può entrare in una indeducibile relazione di grazia con il mondo. Nonostante la sua infinita trascendenza, Dio non rinuncia a entrare in relazione con l'uomo, a incontrarlo e intervenire "tra i tempi" senza entrare "nel tempo". Ciò avviene in un atto indeducibile che può partire solo da Dio stesso che è la grazia o l'elezione divina. Con quest'atto Dio, nella sua assoluta libertà, fonda la fede nell'uomo permettendogli di uscire dalla sua problematicità e facendogli scorgere un barlume di eternità. Il risultato è che la realtà problematica e insensata del mondo acquisisce senso, si carica di un significato e diviene "simbolo", "parabola", "testimonianza" di qualcosa che va oltre il mondo. Lo scorrere indeterminato del tempo e la corruttibilità trovano una fissazione "simbolica" e un significato. Le conseguenze sono molteplici.
  - L'uomo è "rinnovato" dalla fede in Dio e diviene "figlio" di Dio, pur senza identificarsi con Lui, la speranza della fede getta una luce nuova sull'esistenza, pur senza cancellare e annullare la condizione di peccato dell'uomo e quindi un suo margine di libertà e scelta.
  - Le conoscenze acquisiscono significato alla luce di Dio, la teologia deve mettersi in ascolto della rivelazione, rinunciare a speculazioni metafisiche troppo umane e saper cogliere la "contemporaneità" che parla attraverso la Parola di Dio, la fede è l'accettazione di un dono che viene da Dio, l'obbedienza accettata a una chiamata.
  - In campo etico occorre vivere come se noi fossimo Cristo, cioè amare il prossimo in modo totalmente gratuito.
  - La religione diventa la più alta delle possibilità umane, perché è il luogo in cui l'uomo si apre alla trascendenza e alla grazia.
  - La chiesa non mira più ad affermare se stessa, ma rinvia oltre sé, divenendo simbolo e testimonianza di una realtà trascendente.

Di questi due aspetti del pensiero del Römerbrief quello più dirompente è il primo ed è quello più valorizzato dalla critica e anche dallo stesso Barth.

### IlFides quaerens intellectumdel 1931
Dopo la prima fase duramente polemica contro la teologia liberale, Barth ammorbidisce i suoi toni e descrive il rapporto tra fede (grazia divina) e ragione (intelletto umano) non più in termini così fortemente contrastanti, ma cerca di conciliare i due termini. La fede mantiene il suo assoluto primato, essa è dono di Dio, proveniente dalla grazia e indeducibile dalla storia e dalla psicologia. Tuttavia l'intelletto non è escluso dallo svolgere un suo ruolo: all'interno del dato della fede tocca all'intelletto infatti cercare di capire e comprendere.
Barth vede questa impostazione in Anselmo d'Aosta e nel suo Proslogion. Quest'opera, lungi dall'essere la dimostrazione dell'esistenza di Dio sola ratione è in realtà la ricerca di conferme e di approfondimenti una volta che ci si trova già all'interno dalla fede stessa e che la si è accettata. Lo schema a cui Barth si rifà è il «credo ut intelligam» agostiniano, in cui il credo ha il primato sull'intelligo. Superata la fase polemica contro i teologi liberali, Barth recupera un ruolo alla ragione umana. In quest'opera più matura, Dio e uomo, fede e ragione, eternità e tempo si trovano dunque in un rapporto di maggiore collaborazione.

### L'umanità di Dio e la "fase dogmatica"
A partire dagli anni trenta fino alla morte avvenuta nel 1968, il pensiero di Barth porta a compimento quell'ammorbidimento di posizioni che già si era intravisto nello studio su Anselmo d'Aosta. Testo cruciale di questa fase è la monumentale Dogmatica Ecclesiale (Kirchliche Dogmatik - KD) in 13 volumi che impegnerà l'Autore per oltre trent'anni. Di rilievo e decisamente più accessibile è una conferenza del 1956 intitolata L'umanità di Dio in cui già dal titolo si nota un'evoluzione, senza tuttavia smentite, del suo pensiero. Tratti salienti di questa fase sono fondamentalmente tre:
1. L'incontro Dio-uomo. Barth mette sempre più in evidenza che il cuore del messaggio cristiano è la resurrezione, la salvezza, l'elezione, la grazia e non la condanna, la trascendenza, l'ira di Dio che rifiuta l'uomo e il mondo. Quest'ultimo aspetto e quindi l'idea del Dio «totalmente Altro» rispetto al mondo, cruciale nel RB, non viene mai eliminato da Barth, ma viene definito come «il duro involucro» che bisogna ammettere, ma che non rappresenta e non esaurisce affatto il «nocciolo buono» dell'amicizia tra uomo e Dio e quindi l'«umanità di Dio». Quel rapporto tra trascendenza di Dio e incontro con l'uomo (la kenosis) che nelle prime opere era più sbilanciato a favore del primo elemento (anche per ragioni di polemica intellettuale), si capovolge qui a favore del secondo elemento, senza perdere nulla (Dio rimane sempre una realtà trascendente all'uomo e mai possedibile).

1. La concentrazione cristologica. Come conseguenza di questa valorizzazione dell'incontro Dio-uomo il centro attorno a cui ruota la teologia è sempre più il Cristo, l'umanità di Dio, il luogo in cui Dio si fa uomo e ridà così una dignità al piano umano e storico.

1. Primato della Rivelazione e della Parola. Legato a questi due punti e corollario di essi è la presa di coscienza che quando si parla di Dio in un discorso teologico occorre in primo luogo ascoltare la Rivelazione che Dio stesso ha dato di sé, la sua Parola.

L'idea di un Dio-uomo è filosoficamente problematica, ma deve essere accolta sulla base della stessa autorivelazione di Dio, al contrario della trascendenza di Dio, filosoficamente più coerente, ma che va corretta e calibrata sulla base della Rivelazione e in particolare sulla persona di Gesù Cristo. In questa prospettiva la filosofia non è rigettata dalla teologia, ma essa diviene uno strumento per interpretare meglio la Rivelazione (sulla linea di quanto già detto da Barth nel Fides quaerens intellectum). L'importante è evitare di assolutizzare un sistema filosofico, ma essere sempre consapevoli dei limiti del pensiero umano mettendo ogni filosofia al servizio di una maggiore comprensione della fede (in questo senso la posizione di Barth riguardo alla filosofia si può definire "eclettismo ermeneutico".
Punto di arrivo di questa evoluzione è l'elaborazione del metodo della analogia fidei all'interno della KD. Con questo termine si intende il metodo con cui Barth, nella sua fase matura, ha voluto esprimere la possibilità di una relazione tra uomo e Dio.
Il primo termine «analogia» presenta una sfumatura di significato diversa e intermedia rispetto a "uguaglianza" (che implica coincidenza o identità) e a completa diversità (che implica contraddizione o inconciliabilità), essa è corrispondenza o "accordo parziale". Se ci fosse uguaglianza Dio cesserebbe di essere Dio e verrebbe meno la sua infinita differenza qualitativa rispetto alla creatura. Se ci fosse totale diversità Dio sarebbe assolutamente inconoscibile e contraddirebbe l'incarnazione di Cristo.
Il secondo termine «fidei» intende essere una contrapposizione al termine «entis». L'«analogia entis» infatti era il modo in cui la Scolastica aveva definito il rapporto tra Dio e l'uomo: in questa prospettiva si riteneva di poter dire qualcosa su Dio, sulla sua natura, sui suoi attributi, partendo dall'essere degli enti creati (la natura). Barth, per i suoi presupposti rifiuta ovviamente questa posizione e contrappone l'«analogia fidei». Con essa egli intende sottolineare il fatto che Dio non si può conoscere mai a partire dalla natura creata, appunto a causa della infinita differenza qualitativa che la separa da Dio, al contrario se conosciamo qualcosa su Dio è solo in virtù della sua stessa auto-Rivelazione che possiamo accogliere solo nella fede, al di là delle categorie della razionalità.
Nel Barth maturo la relazione tra Dio e uomo è forte, ma essa non è mai una identificazione, poiché il presupposto della fase dialettica, la trascendenza di Dio, non viene mai meno. Trascendenza e kenosis (abbassamento, svuotamento nell'incarnazione in Cristo) di Dio rappresentano due momenti inscindibili che confermano la vocazione autenticamente dialettica del pensiero barthiano.

## Barth, liberali e conservatori
Sebbene la teologia di Barth si contrapponga criticamente al liberalismo protestante tedesco, essa non ha generalmente trovato favore all'altra estremità del ventaglio teologico: coloro che si attengono alle confessioni di fede protestanti classiche, gli evangelicali ed i fondamentalisti. La sua dottrina della Parola di Dio, per esempio, non procede dall'affermazione o dalla proclamazione che la Bibbia sia uniformemente accurata dal punto di vista storico e scientifico, per poi stabilire altre affermazioni teologiche su quel fondamento.
Alcuni critici evangelicali e fondamentalisti spesso si riferiscono alle concezioni di Barth come "neo-ortodossia", perché, sebbene la sua teologia conservi la maggior parte dei concetti della teologia cristiana ortodossa, si rileva come egli respinga il presupposto di base del loro sistema teologico, cioè quello dell'inerranza biblica. È soprattutto per questo che Barth è stato criticato duramente dal teologo evangelico conservatore Francis Schaeffer, studente di un altro grande avversario di Barth, Cornelius Van Til. Questi critici sostengono che proclamare una teologia cristiana rigorosa su un testo biblico di supporto che non sia considerato storicamente accurato, significa separare la verità teologica dalla verità storica. I barthiani rispondono a questo dicendo che affermare come il fondamento della teologia sia l'inerranza biblica, significa, di fatto, far uso di un fondamento diverso da Gesù Cristo, e che la nostra comprensione dell'accuratezza ed il valore delle Scritture può solo emergere propriamente dal considerare ciò che significa per esse essere vere testimonianze alla Parola incarnata, Gesù Cristo.
Il rapporto fra Barth, il liberalismo ed il fondamentalismo, però, va molto oltre alla questione dell'inerranza. Dalla prospettiva di Karl Barth, il liberalismo, come era compreso nel XIX secolo da Friedrich Schleiermacher e Hegel (suoi esponenti principali) e non necessariamente come espresso da una qualsiasi ideologia politica, non è altro che divinizzazione del pensiero umano. Questo, per Barth, conduce inevitabilmente ad uno o più concetti filosofici che diventano un falso Dio, bloccando, così, la vera voce dell'Iddio vivente. Questo, a sua volta, conduce la teologia a diventare prigioniera delle ideologie umane. Nella teologia di Barth, egli mette sempre in evidenza come concetti umani di qualsiasi tipo – non importa quanto larghi o stretti – non possano mai essere considerati identici alla rivelazione di Dio. Sotto questo aspetto, anche la Scrittura è considerata linguaggio umano che esprime concetti umani. Essa non può essere considerata identica alla rivelazione di Dio. Però, nella Sua libertà ed amore, Dio veramente rivela Sé stesso attraverso linguaggio e concetti umani perché determinato a comunicare con l'umanità decaduta. Barth afferma che Cristo è realmente presente nelle Scritture e nella predicazione della chiesa, facendo così eco alla Confessione elvetica della fede cristiana riformata scritta nel XVI secolo.
In generale Barth si pone sulla linea classica della Riforma quando si oppone ai tentativi di rapportare troppo strettamente teologia e filosofia. Il suo approccio a questo tema è chiamato "kerigmatico" in contrapposizione a quello "apologetico".

## Mariologia
In contrasto con gran parte della teologia liberale a lui contemporanea e in coerenza col Credo niceno, Barth credeva nel dogma della nascita verginale di Gesù. Il mistero della natività consiste nel fatto che "fu concepito di Spirito Santo e nacque da Maria Vergine". Per quanto concerne la sua natura umana, Gesù non ha padre; per quanto concerne la sua natura divina, il Figlio di Dio non ha madre. L'opera dello Spirito Santo Dio deve essere intesa spiritualmente e non fisicamente.
La dottrina della verginità perpetua di Maria nacque in difesa della cristologia.
La descrizione di Maria come Madre di Dio era ed è, a suo parere, sensata, legittima e necessaria come proposizione secondaria della cristologia. Purtuttavia, tale titolo è stato "sovraccaricato di significato dalla mariologia della Chiesa cattolica romana". Quindi, criticò duramente la devozione mariana tipica dei cattolici:
()
()
Poiché "nella dogmatica si può stabilire tutto e niente dai parallelismi con la storia delle religioni", è opportuno astenersi dall'affermare che la devozione mariana sia il risultato del culto di una divinità femminile più o meno ancestrale, proprio di varie confessioni.
Egli concludeva che "anche il rifiuto protestante della mariologia e della devozione mariana cattoliche sono ingiustificati finché i Protestanti restano intrappolati nello stesso problema irreale".
Amico intimo di Hans Urs von Balthasar (che pubblicò alcune opere su di lui), la visione mariologica di Barth si basò su san Tommaso d'Aquino, pur allontanandosene su alcuni punti importanti.

## Critiche
Il filosofo Marco Vannini scrive: "Come Maritain notava ironicamente di Karl Barth: mette sempre avanti la parola di Dio, ma si tratta in effetti della parola di Barth."

## Centro studi e fondazione Karl Barth
Il seminario teologico di Princeton, dove Barth insegnò nel 1962, ospita il "Center for Barth Studies", dedicato al sostegno di borse di studio relative alla vita e alla teologia di Karl Barth. Il Barth Center è stato fondato nel 1997 e sponsorizza seminari, conferenze e altri eventi. Contiene anche la Karl Barth Research Collection, la più grande al mondo, che contiene quasi tutte le opere di Barth in inglese e tedesco, diverse prime edizioni delle sue opere e un manoscritto originale scritto a mano da Barth. La fondazione Karl Barth è stata presieduta dal 1984 al 2024 anni da Bernhard Christ.

## Opere principali
- Fede e potere. Il capitolo 13 della Lettera ai Romani[19] (Römerbrief. Kap.13), a cura di Francesco Saverio Festa, Roma, Castelvecchi Editore, 2014.
- L'Epistola ai Romani[20] (Römerbrief), traduzione di Giovanni Miegge, Collana Biblioteca Scientifica n.9, Milano, Feltrinelli, 1962.
- Piccolo commento all'Epistola ai Romani, Brescia, Editrice Queriniana, 1982.
- Antologia, Milano, Bompiani, 1964.
- Filosofia e rivelazione, Torino, Silva Editore, 1965.
- Meditazioni per il Natale e la Pasqua, Brescia, Editrice Queriniana, 1967.
- L'avvento. Meditazioni. Luca, 1, Brescia, Morcelliana, 1968.
- Dogmatica ecclesiale, Bologna, Il Mulino, 1969.
- Autobiografia critica (1928-1958), a cura di Piergiorgio Grassi, Vicenza, La Locusta Editore, 1978.
- La teologia protestante nel XIX secolo. Volume I: Le origini, Milano, Jaca Book, 1979.
- La teologia protestante nel XIX secolo. Volume II: La Storia, Milano, Jaca Book, 1980.
- La dottrina dell'elezione divina, Collana Classici delle religioni, Torino, UTET, 1983.
- La resurrezione dei morti, Genova, Edizioni Marietti, 1984.
- Preghiere, Milano, Claudiana Editrice, 1987.
- Iniziare dall'inizio. Antologia di testi, Brescia, Editrice Queriniana, 1990.
- Introduzione alla teologia evangelica, Milano, San Paolo Edizioni, 1990.